# Google Notebook
Google Notebook is een dienst van Google Inc. waarmee informatie van het internet snel opgeslagen kan worden, en via de website van Google Notebook ingezien kan worden. Eerst moet een kleine plug-in geïnstalleerd worden voor de browser, waarna er bij een rechtermuisknop een optie zichtbaar wordt om de tekst op te slaan. De opgeslagen teksten in Google Notebook kunnen ook openbaar gemaakt worden.
Op 14 januari 2009 maakte Google bekend deze dienst niet langer actief te blijven ontwikkelen. Bestaande informatie blijft via de webinterface echter wel toegankelijk.